# Saadanius hijazensis
Saadanius hijazensis és una espècie de primat fòssil de l'Oligocè. És un parent proper de l'avantpassat comú dels micos del Vell Món i els simis, coneguts amb el nom col·lectiu de «catarrins». És l'única espècie del gènere Saadanius i se'l coneix únicament a partir d'un crani parcial que es creu que data de fa 29–28 milions d'anys. Fou descobert l'any 2009 a l'oest de l'Aràbia Saudita, a prop de la Meca, i descrit per primera vegada el 2010 després de ser comparat amb catarrins vivents i extints.
S. hijazensis tenia la cara més llarga que els catarrins d'avui en dia i mancava de sins frontals, a diferència dels catarrins actuals. Tanmateix, tenia un os ectotimpànic i dents semblants a les dels catarrins vivents. El descobriment de S. hijazensis podria contribuir a respondre a preguntes sobre l'aspecte dels últims avantpassats comuns dels micos del Vell món i els simis, a més d'ajudar a datar la divergència evolutiva d'aquests dos grups de primats.